# ربى الجمال
رُبى الجمال (1966 - 12 أبريل 2005)، مغنية سورية، اسمها الأصلي «زوفيناز خجادور قره بتيان»، اشتهرت بأداء أغاني جيل المطربين من أمثال أم كلثوم وأسمهان.

## حياتها
ولدت ربى الجمال واسمها الأصلي «زوفيناز خجادور قره بتيان» في مدينة حلب بسوريا عام 1966 لأب حلبي من أصل أرمني وأم لبنانية. بدأت مشوارها الفني بشكل فعلي في عام 1975 عندما اعتمدت كمطربة في إذاعتي بيروت ودمشق عام 1979 التي كانت تفتخر بأنها حققت الانتشار من خلالهما.
يشاع بأنَّ عائلة ربى الجمال لم تكن موافقة في بداية مشوارها على أن تصبح مطربة فقد كانوا يأملون أن تصبح طبيبة، هذا ما دعى ربا إلى السفر إلى فرنسا وبعدها إلى لندن من أجل دراسة الطب والاختصاص في طب الأطفال ولكنها لم تعمل أبداً في هذا المجال، وهناك تعرفت على مدير الأوبرا الذي أعجب بصوتها ال (سوبرانو)، وطلب منها أن تشارك في مهرجان (ماريا كالاس) الذي كان فيه 30 متشاركة من عدة دول أوروبية وأجنبية، فنجحت فيه وأخذت المرتبة الأولى وأخذت لقب أعلى صوت نسائي في العالم، ومن الألقاب التي حصلت عليها في المهرجان (سيدة الأناقة والرقي)، (أفضل قرار سوبرانو).
يشاع أيضاً أنَّه كان لربى مزاجية حادة دفعتها لتعاطي المهدئات بشكل كبير ويعزي المطلعون على حياتها ذلك إلى أنَّ السبب هو زواجها الفاشل الذي لم يستمر لأكثر من خمس سنوات وأثمر ابنها الوحيد رامي.

## مسيرتها الفنية
بداياتها الاحترافية كانت في الثمانينيات من القرن المنصرم حيث تبنى موهبتها الموسيقار الفلسطيني رياض البندك ولحن لها العديد من الأغنيات. ثم قل نشاطها الفني كثيراً إلى أن انطلقت الانطلاقة القوية عند زيارتها للقاهرة حيث شاركت في حفل المؤتمر الرابع للموسيقى العربية في نوفمبر عام 1995 والذي اقيم في دار الأوبرا المصرية مع الفرقة القومية للموسيقى العربية بقيادة المايسترو سليم سحاب، وغنت فيه العديد من الأغاني الطربية كان منها (أنت عمري)، (افرح يا قلبي)، (عودت عيني)، (يا ليلة العيد)، (ح اقابله بكرة) و (افرح يا قلبي) والتي أذهلت جميع الحاضرين بأدائها لها وظلوا واقفين يصفقون لها لمدة ربع ساعة، وتم منحها كتاب شكر وتقدير من المؤتمر. وقال عنها الناقد الموسيقي صميم الشريف بالحرف الواحد إنها (صوت خارق لم يسمع مثيلا له منذ خمسين سنة) وأعلن الموسيقار محمد سلطان عام 1982 أنها «إذا قبلت أن تبقى في القاهرة لعام واحد فسيجعل منها أهم مطربة في عصرها»
قام بالتلحين لأغانيها مجموعة من الملحنين منهم (سهيل عرفة، سعيد قطب، ماجد زين العابدين، فاروق الشرنوبي، نجيب السراج، صفوان بهلوان، أحمد السنباطي، رياض البندك، وديع الصافي، أمير مجيد، عماد توفيق).
غنت قصيدة (لماذا تخليت عني) شعر نزار قباني وتلحين سعيد قطب، وقصيدة (لن أعود) من تلحين نجيب السراج. لها ألبوم واحد بعنوان «صعبها بتصعب» وهو الألبوم الوحيد الذي ضم أعمالها الخاصة منها (فاكر ولا ناسي), (صعبها بتصعب هونها بتهون)، أما باقي تسجيلاتها وحفلاتها فمعظمها عبارة عن حفلات طربية تألقت فيها بإعادة غناء مجموعة من أغاني أم كلثوم وأسمهان.
شاركت في إحياء مهرجان قرطاج بتونس سنة 1998 وكتبت عنها الصحافة التونسية وقتها «إنها صوت كلثومي من عيار 24»
شاركت في حفلة تكريم محمد عبد الوهاب حيث غنت دويتو قيس وليلى مع وديع الصافي.
كانت الراحلة تقول دائما إنها لا تحب الفيديو كليب ولا ترى نفسها فيه لأنها كانت تعتبره فقط من أجل عرض الأزياء والأجساد على الشاشة وكأنه سوق للرقيق يتم فيه التنافس لإظهار المفاتن فقط ولا يمت للفن بأي صلة ولهذا نراها مبتعدة بشكل كامل عن تقديم أغانيها على طريقة الفيديو كليب.

## تقديرها
- نالت من وزير الثقافة الطبق الذهبي منقوش عليه «ربى الجمال صاحبة أفضل صوت نسائي في الوطن العربي».
- منحت شهادة من مسرح الكونتيننتال من باريس [بحاجة لمصدر].
- نالت جائزة الميكرفون الذهبي.

## ملابسات رحيلها
توفيت عام 2005 عن عمر ناهز ال39 عاماً إثر إصابتها بسكتة دماغية. ويُشاع أن سبب إصابتها كان ناتجاً عن حفلة غنائية أقامها التلفزيون العربي السوري في فندق إيبلا الشام في الثالث عشر من شهر آذار 2005 ودعي إليها مجموعة من الفنانين السوريين، وقد اختارت الراحلة المايسترو ماجد سراي الدين لكي يقوم بقيادة الحفل، وبالفعل بدأ الحفل وبدأت المطربة بالغناء إلا أنه ونقلاً عن شهادات بعض الموجودين فقد كان هناك فارق كبير بين أداء المطربة وبين أداء الفرقة الموسيقية وهذا ما استفزها ولكنها أصرت على الاستمرار عسى أن يدخلوا في جو الطرب الذي كانت تسحبهم إليه، ولكن ومع بداية الأغنية الثالثة لها توقفت فجأة عن الغناء وقالت عبر المايكروفون «كل ما بدي سلطن بيطيرولي السلطنة، ما عاد فيني أتحمل، من البروفات قلتلهن!» إلا أنَّ الموجودين بدؤوا بالتصفيق الحاد لها من أجل أن يظهروا لها استيعابهم لما يحدث، وهذا كان كافٍ لامتصاص غضبها ورجوعها إلى الغناء من جديد، ولكن الذي حدث في النهاية كان أشد مرارة فقد نهض أحد العازفين وأخذ آلته الموسيقية وغادر الحفل أثناء تقديمها للأغنية من دون أن يمنعه أحد أو حتى أن يمنعه مدير الفرقة، وهذا الذي اعتبرته الراحلة استهتاراً بها وبفنها فقررت التوقف عن الغناء والصعود إلى غرفتها في الفندق. فبدأت هنا حملات الاسترضاء لها والكلام المعسول من أجل أن تعود إلى المسرح مرة أخرى من أجل إكمال تصوير الحفل، وفي النهاية قبلت ونزلت مرة أخرى على المسرح الذي كان حينها فارغاً تماماً سواء من الحضور أو حتى من العازفين، وقد كان هذا كفيلاً بأن يجعلها تصاب نوبة هستيرية، فتم نقلها إلى منزلها في ضاحية قدسيا والذي بقيت فيه عدة أيام إلى أن ساءت حالتها وأصابتها جلطة دماغية بسبب حالة الاكتئاب التي لازمتها طوال هذه الفترة ما اضطر أصدقائها وجيرانها إلى نقلها إلى مستشفى هشام سنان، وبعد مرور أسبوع اضطرت الراحلة إلى الخروج من المشفى وذلك بسبب مصاريفه المرتفعة بالنسبةِ لها، فاختارت الذهاب إلى مشفى دوما الذي يقع في مدينة دوما القريبة من مدينة دمشق وهناك لفظت أنفاسها الأخيرة في الثاني عشر من شهر نيسان 2005. أما بالنسبة لتسليم جثة الراحلة فقد تكفلت الجمعية الأرمنية الخيرية بتسلمها، وقامت الجمعية بتقديم قبر مجاني لها. وأما بالنسبة للتشييع فقد كان تشييعها مخجلاً لدرجة كبيرة، فلم يحضره سوى عشرين شخصاً من الأصدقاء والأقارب، والسبب في ذلك ربما ورقة النعي التي لم تذكر سوى اسمها الحقيقي «زوفيناز قره بتيان» من دون وضع أي صفة لها أو حتى ذكر اسمها الفني، والذي هو معروف من قبل الجميع بـ«ربى الجمال» ولم يأتِ إلى التشييع أي أحد من الهيئة العامة للإذاعة والتلفزيون أو حتى من نقابة الفنانين.[بحاجة لمصدر]